# Gran Premio de las Américas de Motociclismo de 2025
El Gran Premio de las Américas de 2025 (oficialmente: Red Bull Grand Prix of the Americas) fue la tercera prueba del Campeonato del Mundo de Motociclismo de 2025. Tuvo lugar el fin de semana del 28 al 30 de marzo de 2025 en el Circuito de las Américas, situado en la ciudad de Austin, Texas (Estados Unidos).
La carrera al sprint de MotoGP fue ganada por Marc Márquez, seguido de Álex Márquez y Francesco Bagnaia.
La carrera de MotoGP fue ganada por Francesco Bagnaia, seguido de Álex Márquez y Fabio Di Giannantonio. Jake Dixon fue el ganador de la prueba de Moto2, por delante de Tony Arbolino y Alonso López. La carrera de Moto3 fue ganada por José Antonio Rueda, Joel Kelso fue segundo y Matteo Bertelle tercero.

## Resultados

### Resultados MotoGP

#### Carrera al sprint
| Pos.    | N.º | Piloto                | Equipo                            | Constructor | Vueltas | Tiempo    | Parrilla | Puntos |
| ------- | --- | --------------------- | --------------------------------- | ----------- | ------- | --------- | -------- | ------ |
| 1       | 93  | Marc Márquez          | Ducati Lenovo Team                | Ducati      | 10      | 20:29.509 | 1        | 12     |
| 2       | 73  | Álex Márquez          | BK8 Gresini Racing MotoGP         | Ducati      | 10      | +0.795    | 3        | 9      |
| 3       | 63  | Francesco Bagnaia     | Ducati Lenovo Team                | Ducati      | 10      | +1.918    | 6        | 7      |
| 4       | 49  | Fabio Di Giannantonio | Pertamina Enduro VR46 Racing Team | Ducati      | 10      | +8.536    | 2        | 6      |
| 5       | 21  | Franco Morbidelli     | Pertamina VR46 Racing Team        | Ducati      | 10      | +9.685    | 5        | 5      |
| 6       | 20  | Fabio Quartararo      | Monster Energy Yamaha MotoGP      | Yamaha      | 10      | +10.676   | 11       | 4      |
| 7       | 37  | Pedro Acosta          | Red Bull KTM Factory Racing       | KTM         | 10      | +12.049   | 4        | 3      |
| 8       | 10  | Luca Marini           | Honda HRC Castrol                 | Honda       | 10      | +13.588   | 7        | 2      |
| 9       | 79  | Ai Ogura              | Trackhouse Racing MotoGP          | Aprilia     | 10      | +13.752   | 18       | 1      |
| 10      | 72  | Marco Bezzecchi       | Aprilia Racing                    | Aprilia     | 10      | +14.584   | 13       |        |
| 11      | 54  | Fermín Aldeguer       | BK8 Gresini Racing MotoGP         | Ducati      | 10      | +14.754   | 12       |        |
| 12      | 33  | Brad Binder           | Red Bull KTM Factory Racing       | KTM         | 10      | +14.908   | 16       |        |
| 13      | 23  | Enea Bastianini       | Red Bull KTM Tech3                | KTM         | 10      | +16.009   | 17       |        |
| 14      | 43  | Jack Miller           | Prima Pramac Yamaha               | Yamaha      | 10      | +16.182   | 9        |        |
| 15      | 42  | Álex Rins             | Monster Energy Yamaha MotoGP      | Yamaha      | 10      | +18.181   | 14       |        |
| 16      | 5   | Johann Zarco          | LCR Honda Castrol                 | Honda       | 10      | +18.625   | 15       |        |
| 17      | 25  | Raúl Fernández        | Trackhouse Racing MotoGP          | Aprilia     | 10      | +21.666   | 19       |        |
| 18      | 7   | Augusto Fernández     | Prima Pramac Yamaha               | Yamaha      | 10      | +29.061   | 20       |        |
| 19      | 35  | Somkiat Chantra       | LCR Honda Idemitsu                | Honda       | 10      | +33.622   | 21       |        |
| 20      | 32  | Lorenzo Savadori      | Aprilia Racing                    | Aprilia     | 10      | +37.989   | 22       |        |
| Ret     | 12  | Maverick Viñales      | Red Bull KTM Tech3                | KTM         | 7       | Retirado  | 10       |        |
| Ret     | 36  | Joan Mir              | Honda HRC Castrol                 | Honda       | 5       | Caída     | 8        |        |
| Fuente: |     |                       |                                   |             |         |           |          |        |

#### Carrera larga
| Pos.    | N.º | Piloto                | Equipo                            | Constructor | Vueltas | Tiempo             | Parrilla | Puntos |
| ------- | --- | --------------------- | --------------------------------- | ----------- | ------- | ------------------ | -------- | ------ |
| 1       | 63  | Francesco Bagnaia     | Ducati Lenovo Team                | Ducati      | 19      | 39:00.191          | 6        | 25     |
| 2       | 73  | Álex Márquez          | BK8 Gresini Racing MotoGP         | Ducati      | 19      | +2.089             | 3        | 20     |
| 3       | 49  | Fabio Di Giannantonio | Pertamina Enduro VR46 Racing Team | Ducati      | 19      | +3.594             | 2        | 16     |
| 4       | 21  | Franco Morbidelli     | Pertamina VR46 Racing Team        | Ducati      | 19      | +10.732            | 5        | 13     |
| 5       | 43  | Jack Miller           | Prima Pramac Yamaha               | Yamaha      | 19      | +11.857            | 9        | 11     |
| 6       | 72  | Marco Bezzecchi       | Aprilia Racing                    | Aprilia     | 19      | +12.238            | 13       | 10     |
| 7       | 23  | Enea Bastianini       | Red Bull KTM Tech3                | KTM         | 19      | +12.815            | 17       | 9      |
| 8       | 10  | Luca Marini           | Honda HRC Castrol                 | Honda       | 19      | +15.646            | 7        | 8      |
| 9       | 79  | Ai Ogura              | Trackhouse Racing MotoGP          | Aprilia     | 19      | +16.344            | 18       | 7      |
| 10      | 20  | Fabio Quartararo      | Monster Energy Yamaha MotoGP      | Yamaha      | 19      | +18.255            | 11       | 6      |
| 11      | 42  | Álex Rins             | Monster Energy Yamaha MotoGP      | Yamaha      | 19      | +24.256            | 14       | 5      |
| 12      | 25  | Raúl Fernández        | Trackhouse Racing MotoGP          | Aprilia     | 19      | +27.938            | 19       | 4      |
| 13      | 7   | Augusto Fernández     | Prima Pramac Yamaha               | Yamaha      | 19      | +35.740            | 20       | 3      |
| 14      | 12  | Maverick Viñales      | Red Bull KTM Tech3                | KTM         | 19      | +42.724            | 10       | 2      |
| 15      | 32  | Lorenzo Savadori      | Aprilia Racing                    | Aprilia     | 19      | +46.397            | 22       | 1      |
| 16      | 35  | Somkiat Chantra       | LCR Honda Idemitsu                | Honda       | 19      | +1:03.601          | 21       |        |
| 17      | 5   | Johann Zarco          | LCR Honda Castrol                 | Honda       | 17      | +2 vueltas         | 15       |        |
| Ret     | 54  | Fermín Aldeguer       | BK8 Gresini Racing MotoGP         | Ducati      | 16      | Caída              | 12       |        |
| Ret     | 33  | Brad Binder           | Red Bull KTM Factory Racing       | KTM         | 12      | Problemas técnicos | 16       |        |
| Ret     | 93  | Marc Márquez          | Ducati Lenovo Team                | Ducati      | 12      | Caída              | 1        |        |
| Ret     | 36  | Joan Mir              | Honda HRC Castrol                 | Honda       | 11      | Caída              | 8        |        |
| Ret     | 37  | Pedro Acosta          | Red Bull KTM Factory Racing       | KTM         | 10      | Caída              | 4        |        |
| 1. 2.   |     |                       |                                   |             |         |                    |          |        |
| Fuente: |     |                       |                                   |             |         |                    |          |        |

### Resultados Moto2
| Pos.    | N.º | Piloto                  | Constructor | Vueltas | Tiempo              | Parrilla | Puntos |
| ------- | --- | ----------------------- | ----------- | ------- | ------------------- | -------- | ------ |
| 1       | 96  | Jake Dixon              | Boscoscuro  | 16      | 37:24.220           | 1        | 25     |
| 2       | 14  | Tony Arbolino           | Boscoscuro  | 16      | +4.148              | 7        | 20     |
| 3       | 21  | Alonso López            | Boscoscuro  | 16      | +12.685             | 11       | 16     |
| 4       | 44  | Arón Canet              | Kalex       | 16      | +28.375             | 5        | 13     |
| 5       | 28  | Izan Guevara            | Boscoscuro  | 16      | +30.290             | 26       | 11     |
| 6       | 4   | Iván Ortolá             | Boscoscuro  | 16      | +31.916             | 23       | 10     |
| 7       | 7   | Barry Baltus            | Kalex       | 16      | +32.640             | 3        | 9      |
| 8       | 27  | Daniel Holgado          | Kalex       | 16      | +32.685             | 13       | 8      |
| 9       | 64  | Mario Aji               | Kalex       | 16      | +33.466             | 12       | 7      |
| 10      | 95  | Collin Veijer           | Kalex       | 16      | +35.429             | 25       | 6      |
| 11      | 24  | Marcos Ramírez          | Kalex       | 16      | +36.724             | 8        | 5      |
| 12      | 66  | Óscar Gutiérrez         | Boscoscuro  | 16      | +39.976             | 16       | 4      |
| 13      | 84  | Zonta van den Goorbergh | Kalex       | 16      | +43.089             | 4        | 3      |
| 14      | 80  | David Alonso            | Kalex       | 16      | +43.139             | 6        | 2      |
| 15      | 11  | Álex Escrig             | Forward     | 16      | +44.390             | 14       | 1      |
| 16      | 99  | Adrián Huertas          | Kalex       | 16      | +53.346             | 27       |        |
| 17      | 92  | Yuki Kunii              | Kalex       | 16      | +55.195             | 17       |        |
| 18      | 9   | Jorge Navarro           | Forward     | 16      | +1:01.164           | 22       |        |
| 19      | 71  | Ayumu Sasaki            | Kalex       | 16      | +1:12.118           | 24       |        |
| 20      | 13  | Celestino Vietti        | Boscoscuro  | 16      | +2:01.393           | 18       |        |
| 21      | 10  | Diogo Moreira           | Kalex       | 15      | +1 vuelta           | 21       |        |
| 22      | 18  | Manuel González         | Kalex       | 15      | +1 vuelta           | 2        |        |
| 23      | 81  | Senna Agius             | Kalex       | 15      | +1 vuelta           | 15       |        |
| 24      | 75  | Albert Arenas           | Kalex       | 15      | +1 vuelta           | 20       |        |
| 25      | 16  | Joe Roberts             | Kalex       | 15      | +1 vuelta           | 19       |        |
| Ret     | 53  | Deniz Öncü              | Kalex       | 12      | Caída               | 10       |        |
| Ret     | 12  | Filip Salač             | Boscoscuro  | 5       | Retirado            | 9        |        |
| DNS     | 15  | Darryn Binder           | Kalex       | 0       | Retirado del evento |          |        |
| 1.      |     |                         |             |         |                     |          |        |
| Fuente: |     |                         |             |         |                     |          |        |

### Resultados Moto3
| Pos.    | N.º | Piloto             | Constructor | Vueltas | Tiempo     | Parrilla | Puntos |
| ------- | --- | ------------------ | ----------- | ------- | ---------- | -------- | ------ |
| 1       | 99  | José Antonio Rueda | KTM         | 14      | 31:23.456  | 4        | 25     |
| 2       | 66  | Joel Kelso         | KTM         | 14      | +2.399     | 3        | 20     |
| 3       | 18  | Matteo Bertelle    | KTM         | 14      | +4.200     | 10       | 16     |
| 4       | 36  | Ángel Piqueras     | KTM         | 14      | +5.345     | 11       | 13     |
| 5       | 28  | Máximo Quiles      | KTM         | 14      | +5.522     | 2        | 11     |
| 6       | 83  | Álvaro Carpe       | KTM         | 14      | +7.309     | 7        | 10     |
| 7       | 71  | Dennis Foggia      | KTM         | 14      | +21.815    | 5        | 9      |
| 8       | 11  | Adrián Cruces      | KTM         | 14      | +22.069    | 16       | 8      |
| 9       | 72  | Taiyo Furusato     | Honda       | 14      | +22.251    | 17       | 7      |
| 10      | 14  | Cormac Buchanan    | KTM         | 14      | +22.459    | 15       | 6      |
| 11      | 94  | Guido Pini         | KTM         | 14      | +22.558    | 12       | 5      |
| 12      | 31  | Adrián Fernández   | Honda       | 14      | +24.189    | 9        | 4      |
| 13      | 22  | David Almansa      | Honda       | 14      | +24.919    | 18       | 3      |
| 14      | 12  | Jacob Roulstone    | KTM         | 14      | +25.592    | 23       | 2      |
| 15      | 10  | Nicola Carraro     | Honda       | 14      | +26.786    | 20       | 1      |
| 16      | 21  | Ruché Moodley      | KTM         | 14      | +26.966    | 22       |        |
| 17      | 8   | Eddie O’Shea       | Honda       | 14      | +31.800    | 24       |        |
| 18      | 34  | Jakob Rosenthaler  | Honda       | 14      | +57.135    | 25       |        |
| 19      | 6   | Ryusei Yamanaka    | KTM         | 14      | +2:01.645  | 19       |        |
| Ret     | 73  | Valentín Perrone   | KTM         | 9       | Caída      | 21       |        |
| Ret     | 19  | Scott Ogden        | KTM         | 8       | Retirado   | 13       |        |
| Ret     | 82  | Stefano Nepa       | Honda       | 7       | Caída      | 8        |        |
| Ret     | 64  | David Muñoz        | KTM         | 6       | Caída      | 1        |        |
| Ret     | 58  | Luca Lunetta       | Honda       | 4       | Caída      | 6        |        |
| Ret     | 54  | Riccardo Rossi     | Honda       | 1       | Caída      | 14       |        |
| DNS     | 5   | Tatchakorn Buasri  | Honda       | 0       | No comenzó |          |        |
| 1. 2.   |     |                    |             |         |            |          |        |
| Fuente: |     |                    |             |         |            |          |        |